# Schnitter (Adelsgeschlecht)

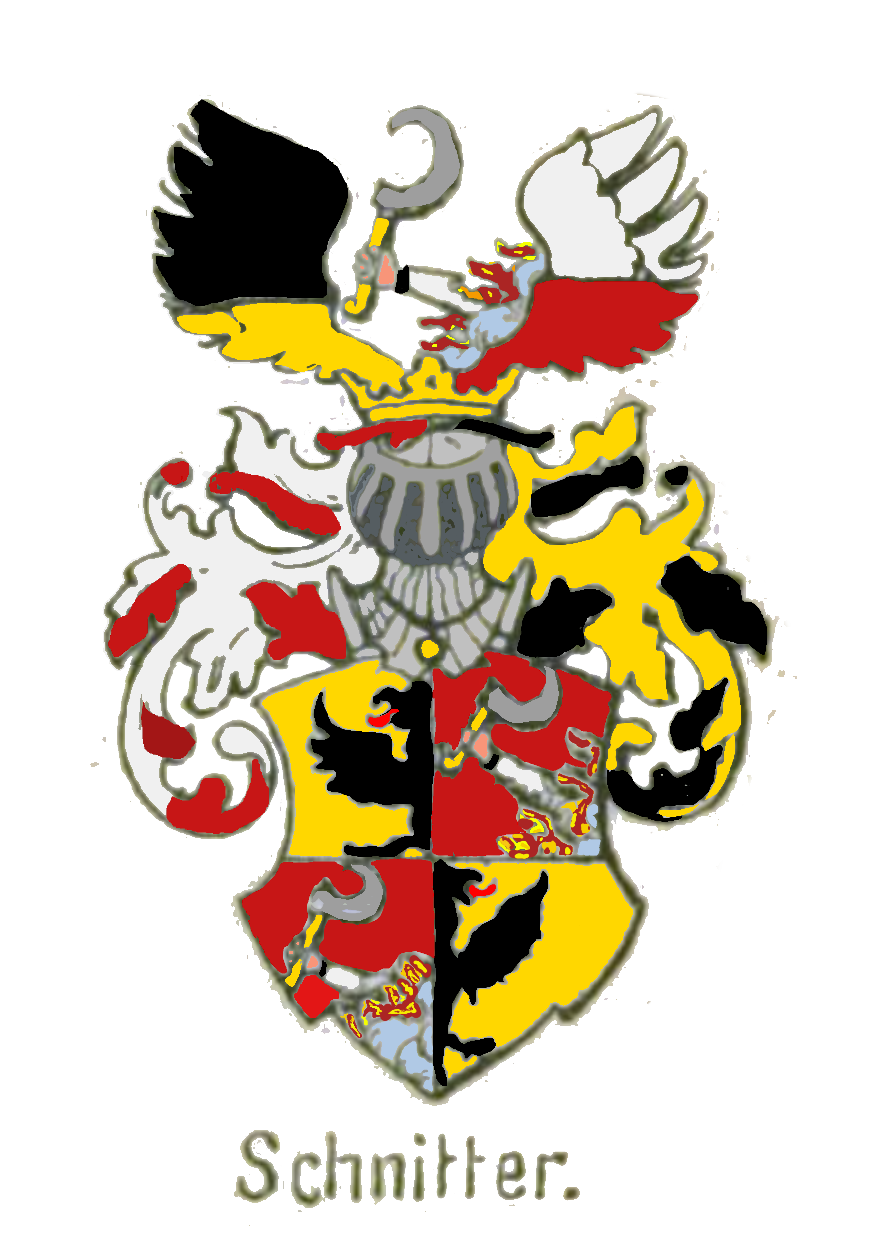
Wappen der Schnitter. Schwarz-weiß-Vorlage bei Paul Fritsch (1891) eingefärbt nach der Beschreibung in den verschiedenen Wappenbüchern.

Schnitter, eigentlich Schniter, und ursprünglich Schneider, heißt ein aus Görlitz stammendes Adelsgeschlecht, das mit Franz Schneider begann, der von 1515 bis 1548 neunmal Bürgermeister von Görlitz war.
Die meisten Familienmitglieder waren Brauer, des Weiteren Gastwirte, Ratsherren, Bürgermeister und Richter, einige weibliche Angehörige der Schnitter waren mit ranghohen Ratsherren bzw. Bürgermeistern verheiratet.
Berichte über eine angeblich weitläufige militärische Vergangenheit der Schnitter liegen, mit wenigen Ausnahmen, in einem gefälschten Ahnenattest Karl Konstantin von Schnitters begründet.

## Abstammung
Franz Schneiders (* ca. 1488; † 5. oder 9. Oktober 1560) Eltern hießen Dorothea (geb. Wenscher) und Matthäus Schneider, verheiratet um 1482/86. Dorothea war die Tochter des Görlitzer Ratsherrn und Tuchmachers Hans Wenscher und Margarete Alischer, Matthäus Schneider war Görlitzer Brauer. Nach Christian Knauthe war Matthäus der Sohn von Christoph Schneider, dessen Vater Hans Schneider gewesen ist.

## Adelserhebung und Namensänderung
Am 2. Oktober 1536 verlieh Karl V. Franz Schneider einen Adels- und Wappenbrief aus Genua. Am 15. Juli 1562 bestätigte Ferdinand I. den Adelsstand der Brüder und Söhne des 1560 verstorbenen Franz Schneider Hieronymus und Onophrius (* 1497; † 10. September 1572), und Lukas, Georg und Elias und verlieh ihnen ein Wappen. Bartholomäus, der zweitälteste der fünf Brüder und Valentin, der zweitjüngste, waren bereits vor 1539 verstorben. Bartholomäus hatte 1512 oder zuvor Barbara Frankenstein, Tochter von Melchior Frankenstein und Magdalena (eine Tochter Georg Emmerichs), geheiratet und eine Tochter Anna (⚭¹: Joachim Goritz; ⚭²: Valentin Berthold) gezeugt. Seit dieser Adelsbestätigung lauteten sie ihren Namen in Schnitter um, da bereits ein 1464 eingewandertes Ratsgeschlecht Schneider in Görlitz ansässig gewesen ist. Es war nicht die einzige Änderung eines eigenen Familiennamens seiner Zeit, die beispielsweise auch aus Gründen der Hervorhebung, Spielerei oder auch aus verwandtschaftlichen Ursachen vorgenommen wurde.

## Entfaltung
Franz Schneider (* ca. 1488; † 5. oder 9. Oktober 1560. ⚭¹ Agnes Uthmann; ⚭² Katharina Berndt; ⚭³ Anna Gleinich) hatte sechzehn Kinder aus seinen ersten beiden Ehen.
- Katharina († 21. Dezember 1570 in Görlitz) ⚭ Peter Frenzel, Ratsherr bis 1555
  - Joachim Frenzel der Jüngere († 22. Oktober 1603); um 1558: ⚭ Elisabeth Willer[11]
    - Anna; 5. März 1576: ⚭ Georg Rösler, Görlitzer Richter[12]
- Lukas († 12. Februar 1566), vermögender Kaufmann Ratsherr seit 1558 bis zu seinem Tod. um 1544: ⚭¹ eine Zehkorn.
  - Franz (* um 1545; † 12. Mai 1623 in Breslau)
  - Georg (⚭¹ Katharina Marquardt; † 11. September 1581: ⚭² Katharina, Tochter des Hans Feuerbach), begraben am 5. Dezember 1585 in Görlitz.
  - Helena (* 1548; † 12. Februar 1616) 25. Februar 1656: ⚭ Elias Röber; 16. Juni 1676: ⚭² Michael Büttner.
  - Sebald († 28. August 1610 in Danzig; ⚭¹ eine Barbara; ⚭² eine Cordula) frühzeitig verwaist; bevormundet durch Johann Glich, Caspar Zehkorn und Sebastian Helbigk.
    - Anna ⚭ Johann Preit
    - Helena
    - Barbara
    - Elisabeth

  - Friedrich; 18. Januar 1580: ⚭ Martha, Tochter des Hans Schmied.
    - Lukas († Ende 1598 in Prag als Goldschmiedsgeselle)
    - „Kindlein“ unbekannten Namens († 29. Juli 1585)
    - Johann († 1613 an der Pest); 1602: Student in Jena
    - Helena († 1613 an der Pest)
    - Anna († 1613 an der Pest)
    - Sebald; 1605: Tuchmacherlehrling; später Mönch in Krakau
    - Martha († 5. Oktober 1655); 30. Mai 1616: ⚭ Georg Glatte, Kaplan zu Rothenburg
- Margarethe ⚭ Johann Tröger, Rektor an der Elisabethschule in Breslau
- Georg; widersprüchliche Angaben
- Anna ⚭ Joachim Frenzel
  - Barbara (30. Oktober 1559: ⚭ Paul von Liedlau)
  - Corona (1561: ⚭ Adam von Rehdiger)
  - Anna (11. Juni 1571: ⚭ Jakob von Schachmann)
  - Peter († 1571)
  - Johann († 5. September 1581) ⚭ Sophie von Temritz.[13]
- Kinder aus der zweiten Ehe Franz Schneiders:
- Lorenz († als Leipziger Student)
- Sabina († 11. September 1580) ⚭ Georg Uthmann
- Katharina ⚭ Christoph Sattler
- Brigitte ⚭ Hans Willer
- Elias († 23. Januar 1580 in Görlitz) ⚭ Elisabeth Emmerich, Schwester des Andreas
  - Anna († unverheiratet)
  - Franz (1565 getauft), Apotheker in Prag
  - Tochter unbekannten Namens

weitere Kinder aus der zweiten Ehe des Bürgermeisters Franz Schneider
- Ruffina (nach Knauthe: * 1529; ⚭ David Cunrad, Pfarrer in Leopoldshain. Nach dem Görlitzer Traubuch: 1564: ⚭¹ Franz Fleischer)
- Dorothea († 1576; ⚭ Joachim Gerlach)
- Helena († wohl jung)
- Corona († wohl jung)
- Concordia († wohl jung)
- Franz († wohl jung)

Hieronymus († 1563 in Görlitz. ⚭¹ Agnes Schwofheim; ⚭² Hedwig Emmerich), Erbauer des Schwibbogens; befand sich im Jahr 1529 unter den Görlitzern in der Wiener Türkenbelagerung.
- Anna (begraben am 15. Juli 1583 in Görlitz); um 1536: ⚭ Valentin Wolff
- Hedwig ⚭ Hans Lindner
- Martha ⚭ Andreas Rosenberg, Sohn des Bürgermeisters Mathias Rosenberg

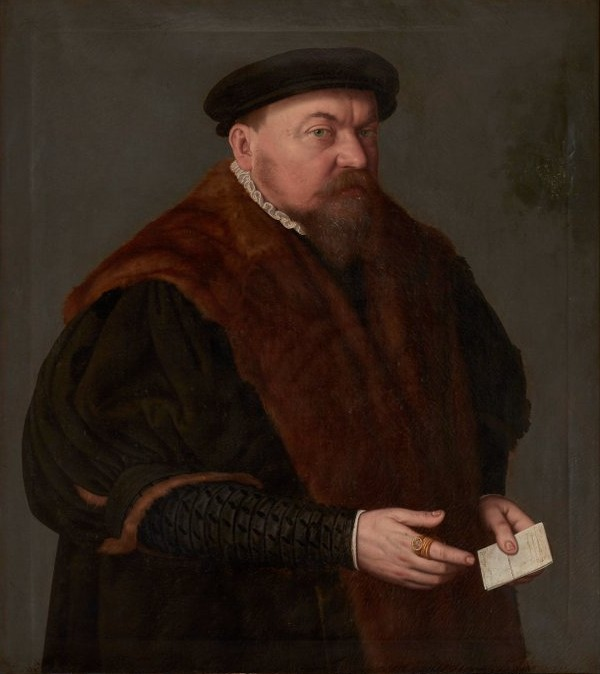
Nicolas Juvenel: Hieronymus Schnitter, 1570

- Nicolas Juvenel: Hieronymus Schnitter, 1570 Hieronymus, lebte in Nürnberg.

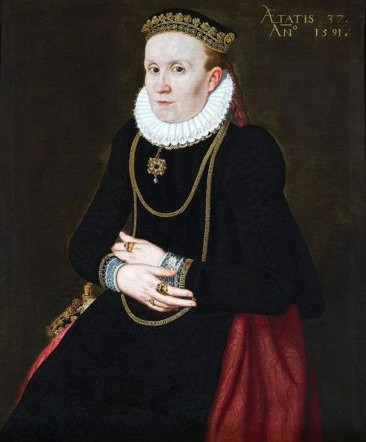
Nicolas Juvenel: Barbara Schnitter, verheiratete Tucher; 1591

  - Nicolas Juvenel: Barbara Schnitter, verheiratete Tucher; 1591 Barbara (* 1554; † 1604)[15] ⚭ Andreas Tucher. Aus ihrer Ehe sind sechs Söhne überliefert.[16]
- Zacharias (* in Görlitz; † vor 1598 in Zittau) 1564 in Zittau: ⚭ Regina Möller. Besaß seit dem Jahr 1566 einen Bierhof in Zittau.
  - Hieronymus (* 24. Januar 1564 in Zittau; † „wohl jung“)
  - Barbara (* 7. Februar 1566 in Zittau; † 18. Januar 1627 ebd.); 29. November 1598 in Zittau: ⚭¹ Georg Schicht; 4. November 1601 ebd.: ⚭² David Kern. Vorfahrin des Dresdner Genealogen Karl Förster.
- Hans († 24. April 1605); Bürger in Görlitz; wanderte nach 1587 nach Friedland in Böhmen aus, wo er Bürgermeister wurde
- Matthias; verkaufte im Jahr 1565 Posottendorf
- aus zweiter Ehe:
- Katharina; in Lauban: ⚭ Peter Scholze
- Dorothea († 10. Februar 1602 in Meißen) in Meißen: ⚭ Georg Starke.
- Alexander Schnitter (* ca. 1544; † 31. Mai 1602) ⚭ Katharina Schmied; zweimaliger Görlitzer Bürgermeister
  - Anna Schnitter (* 31. Juli 1582 in Görlitz; † 9. Januar 1621 ebd.); 1601: ⚭¹ Christoph Arnold, Dr. juris. 1618: ⚭² Nathanael Scholz.
    - Anna Maria Scholz († 1629 „im zarten Alter“)
- Sophie; zwischen 30. Mai 1564 und 21. Februar 1568: ⚭ Adam Berger
  - Helena; 15. Oktober 1584: ⚭ Valentin Ritter, Sohn des Bürgermeisters Valentin Ritter
  - Sophie; 10. November 1587: ⚭ Georg Günther aus Weimar.
  - Anna; 10. September 1590: ⚭ Melchior Steinberg
  - Martha; 8. November 1593:[17] ⚭ Johann Glich von Milziz

Onophrius Schnitter (* 1497 in Görlitz; † 10. September 1572 in Schöps bei Reichenbach); Görlitzer Bürgermeister. ⚭¹ Anna Träger; ⚭² Anna Rosenhain.
- Paul (begraben am 5. Februar 1581 in Görlitz); um 1555: ⚭ Sarah Tiele, Tochter des Bürgermeisters Peter Thiele
  - Peter († 1626); Maurer; arbeitete u. a. (in den Jahren 1595 und 1605) an der Görlitzer Pfarrkirche St. Peter und Paul. Im Görlitzer Volksmund „der güldene Mäuer“ genannt. 24. April 1592: ⚭¹ Helene, verwitwete Fibinger; 10. Oktober 1594: ⚭² Barbara, Tochter eines Christoph Heintze; ⚭³ Elisabeth, Tochter eines Kaspar Seidel
    - ein Kind aus erster Ehe (begraben am 14. März 1593)
    - ein Sohn unbekannten Namens und aus welcher Ehe; Maurer und Soldat. („ein Mäuer, indem miles“)

  - Paul (* 24. April 1568 in Görlitz; begraben am 30. August 1622 ebd.; ⚭¹ Martha Hellwig; ⚭² Helene Kober; ⚭³ Martha Bierling); Goldschmied; später Wirt zum „Goldenen Hirsch“, wo am 11. Juli 1619 Abraham von Üchtritz auf Polsdorf den Hieronymus von Nostitz auf Nieder-Neundorf erstach
    - Rosina (getauft am 19. Mai 1599); 11. Oktober 1621 in Görlitz: ⚭¹ Friedrich Kober; um 1637: ⚭² Martin Knöfel, u. a. Gastwirt im „Goldenen Hirsch“
    - Anna (getauft am 23. Februar 1601)
    - aus zweiter Ehe:
    - Onophrius (getauft am 15. August 1604; † 17. November 1621 in Breslau); Goldschmiedsgeselle in Breslau
    - Helene († 1646) ⚭ ein Scholz zu Crammenau
    - Siegmund (getauft am 14. Februar 1608; † 1623); Tuchmacherlehrling bei David Fiedeler
    - Weigand (getauft am 27. Mai 1614)
    - aus Dritter Ehe:
    - Tochter († ungetauft)
    - Friedrich (getauft am 22. August 1621)
- Kinder aus der zweiten Ehe des Bürgermeisters Onophrius:
- Tobias Schnitter (* 8. September 1545; † 25. März 1607); 21. Juni 1574: ⚭ Barbara Elfmark. 1606: Bürgermeister in Görlitz
  - Anna (* 1575 in Görlitz; † 26. Mai 1643 ebd.) ⚭ Anton Böhmer
  - Tobias († 1599)
  - Severin (* 29. Januar 1580 in Görlitz; † 31. März oder Mai 1638); vierzehn Jahre lang Ratsherr, teilweise Schöffe; Brauhofsbesitzer. 14. September 1609: ⚭¹ Elisabeth (geborene Bayer, verwitwete Ritter); 29. Oktober 1629: ⚭² Rosina Granz.
    - Anna (* 21. September 1610 in Görlitz; † 10. September 1616 ebd.)
    - Elisabeth (* 29. Juli 1611; † 30. Juli 1611)
    - Tobias (28. Juni 1613; † 7. Februar 1662); 7. März 1639: ⚭¹ Anna Maria Wiedemann;  12. Oktober 1648: ⚭² Dorothea Staude, verwitwete Bergmann; Tochter des Bürgermeisters Christoph Staude und Elisabeth, geborene Schnitter. Tobias studierte Jura in Königsberg, wurde 1644 Ratsherr in Görlitz und 1646 wie sein Vater Schöffe. Außerdem war Tobias Kirchvater (1645–1656), Gegenschreiber (1644–1661), betreute die Heide- und Landgüter (1656–1661), die Kammer und den Marstall 1658–1661 und war Brauhofsbesitzer.[19]
      - Gottfried (* 8. März 1642 in Görlitz; † 27. Juli 1684 ebd.), Brauhofsbesitzer. 1665: ⚭¹ Rosina Kranz; 9. Januar 1679 in Bunzlau: ⚭² Susanne Queißer, geboren am 7. August 1663 (!).
        - Anna Dorothea (* 5. April 1667 in Görlitz; † jung, ebd.)
        - Tobias (* 17. September 1669 in Görlitz; † 1702), Soldat in Polen, wohl in kursächsisch-polnischen Diensten. 20. November 1690 in Görlitz: ⚭ Martha Elisabeth Möller
          - Gottfried (* 3. Januar 1692; † als Riemergeselle)
          - Rosina Elisabeth (* 8. Februar 1694) ⚭ Johann Georg Hübner

      - Tobias (* in Görlitz; † 1648 ebd.)
      - Kinder aus zweiter Ehe des Kirchvaters Tobias:
      - Johann (* 19. Dezember 1649 in Görlitz; † 24. Juli 1702 ebd. Laut Grabstein an St. Nikolai: 15. Januar 1649; 10. August 1702); 14. Dezember 1677: ⚭ Anna Esther Eber. Jurist
        - Johann (* 5. September 1678; † 9. Februar 1713 ledig); „erbte“ das juristische Studium, brach aber „zur Fahne einer kriegerischen Zeit“ aus

      - Elisabeth (* 1651 in Görlitz; † 4. Juli 1653 ebd.)
      - Tobias (* 30. Juni 1653 in Görlitz; † 10. Februar 1734 ebd.), Jurist, königlich dänischer Sekretär, Auditor und wohl langjähriger Militärjurist. 17. Oktober 1695: ⚭ Anna Bergmann.
        - Dorothea Blandina (* 6. September 1696 in Görlitz; † 15. März 1698 ebd.)
        - Dorothea (* 6. Dezember 1699 in Görlitz; † 1. März 1766 ebd.); 6. Februar 1725: ⚭ Johann Florian  Schittler
          - Johanna Dorothea († 12. September 1769) ⚭ Samuel Gottlieb Fröhlich, Görlitzer Bürgermeister
            - Friederike Gottliebe[20] ⚭ Samuel August Sohr

        - Margarete (* 4. Oktober 1701 in Görlitz)
        - Christian (* 14. Juni 1704 in Görlitz; † 16. Mai 1705 ebd.)

      - weitere Kinder aus der zweiten Ehe des Kirchvaters Tobias:
      - Christian (* 1654 in Görlitz)
      - Dorothea (* 9. Dezember 1655 in Görlitz. Nach ihrem Grabstein an St. Nikolai: † 21. Juni 1715 ebd.; nach ihrer Leichenpredigt: † 22. Januar 1715); 17. Dezember 1670 oder 17. Oktober 1671: ⚭ „Christoph (Christian) Möller“, Görlitzer Kantor und Lehrer.
      - Anna (* 19. August 1659 in Görlitz; † 10. Mai 1736 ebd.); 1689: ⚭ Elias Bergmann, Advokat, späterer Viertelshauptmann

    - weitere Kinder des Ratsherren Severin:
    - Elisabeth (* 29. Oktober 1614 in Görlitz; † 1616 ebd.)
    - Anna (getauft am 17. Oktober 1616 in Görlitz; † 14. März 1647 ebd.); 1633 in Görlitz: ⚭¹ Peter Schüller, Notar und Amtssekretär; 1638: ⚭² Martin Scholz, Advokat und Schöffe.
    - Barbara (getauft am 4. Februar 1625 in Görlitz; † 22. Oktober 1648 ebd., ledig)
    - Kinder aus zweiter Ehe:
    - Dorothea (* 8. August 1630 in Görlitz; † 16. Februar 1677 ebd.); um 1663 in Görlitz: ⚭ Gottfried Höckner aus Weimar, dann Juwelier in Görlitz
    - Severin (* 10. Januar 1632 in Görlitz; † 1. oder 16. März 1648 ebd.)
    - Onophrius (* 1634 in Görlitz; † 14. Juni 1710 ebd.)
    - Ehrenfried (* 1636 in Görlitz)

  - Gottfried (* 1581 in Görlitz; † 24. April 1645 ebd.); Stadtwachmeister. 21. Oktober 1613: ⚭¹ Martha Mühl, verwitwete Wiedemann. 11. November 1624: ⚭² Katharina Berger (Witwe des Okkultisten und Leibarztes Kaiser Rudolphs II., Bartholomäus Plunzka).
    - Kinder aus zweiter Ehe:
    - Tobias Anton (getauft am 12. August 1625; † „im 7. Jahr“)
    - Anna Barbara (getauft am 23. Juni 1627, heiratete zwei Mal, wahrscheinlich nach Polen. ⚭¹ Heinrich Balcke; ⚭² Gabriel Ferdinand Grose „aus Polen“).

  - weitere Kinder des Bürgermeisters Tobias:
  - Susanna Schnitter (* 1584 in Görlitz; † 18. Mai 1654 ebd.); 25. Juni 1607: ⚭ Wiegand Möller. Mutter von sieben Söhnen und fünf Töchtern.
    - Anna Möller († 1624, Überlieferung eines Epitaphs für St. Nikolai)
    - Christian, Görlitzer Bürgermeister
    - Wiegand, Görlitzer, Stadtrichter

  - Elisabeth (* in Görlitz); 16. Juni 1603: ⚭ Peter Johne
  - Ehrenfried (getauft am 14. September 1589 in Görlitz; † 31. Juli 1590 ebd.)
  - Ehrenfried (getauft am 17. Juni 1592 in Görlitz; † 9. Oktober 1637 ebd.); 4. November 1613: ⚭ Barbara Wendler
    - Anna Maria (getauft am 15. Februar 1615); 15. Januar 1638: ⚭¹ Karl Schüttenhofer, kursächsischer Rittmeister.  14. November 1644: ⚭² Georg Sommer
- weitere Kinder aus der zweiten Ehe des Bürgermeisters Onophrius:
- Onophrius Schnitter der Jüngere († 27. August 1594); 19. Oktober 1573: ⚭ Anna Schmied, Tochter des Stadtrichters Michael Schmied. Onophrius war Gastwirt, seine Gäste waren beispielsweise Jakob Kurz von Senftenau, Melchior von Redern, Ferdinand Hoffmann (kaiserlicher Hofkammerpräsident), Christoph von Schleinitz, „Prinz Gustav Erichssohn von Schweden“, der Herzog von Teschen und Pfalzgräfin Dorothea von Sulzbach
  - Michael (getauft am 19. August 1574)
  - Name unbekannt (begraben am 17. November 1577)
  - Name unbekannt (begraben am 13. Juni 1581)
  - Alexander (getauft am 14. Dezember 1584; † 1611 in Königsberg in Preußen)
  - Konstantin (getauft am 2. April 1587)
  - Barbara (getauft am 19. Mai 1589)
  - Name unbekannt, vielleicht identisch mit Barbara (begraben am 12. August 1590)
  - Georg (getauft am 6. März 1591)
  - Gottlob (getauft am 3. November 1592)
  - Patientia (* um 1594). 2. März 1620: ⚭ Benedikt Modrach, Kürschner aus Olmütz.
- Elisabeth (* 1547 in Görlitz; † 10. Dezember 1616 in Zittau; 25. Juni 1571 in Görlitz: ⚭ Nikolaus von Dornspach; Ehe blieb kinderlos)
- Matthäus (* um 1550 in Görlitz; † 1604 in Zittau); Brauhofsbesitzer in Zittau; um 1574: ⚭¹ eine Margarete († 9. August 1601); 30. Juni 1602: ⚭² Justina Scholze (* in Zittau; † 16. Juni 1627 ebd.)
  - Onophrius (* 31. Juli 1575 in Görlitz; † 4. August 1580 ebd.)
  - Nikolaus (* 1580 in Zittau; † 21. Februar 1632 ebd.) ⚭¹ Christine; 4. Februar 1608: ⚭² Anna. Nach Wentscher war seine zweite Ehefrau Anna eine geborene Burkhardt und verwitete Gewandschneider, wohingegen sie nach Louis Haensch eine Enkelin Konrad Nesens war. Sie war nach Haensch die Tochter des Zittauer Bürgermeisters Michael Krolaufft und in erster Ehe mit dem Gewandschneider Hans Jacob verheiratet gewesen. Weitere Angaben, beispielsweise zur Tochter Rosina Schnitter, stimmen bei Wentscher und Haenisch überein.[21]
    - Kinder aus zweiter Ehe:
    - Dorothea (* 14. Februar 1609 in Zittau; † 4. März 1667 ebd.); 20. Juni 1633 ebd.: ⚭¹ Markus Horn; ⚭² Johannes von Kohlo, Brauhofsbesitzer
    - Anna (* 31. Dezember 1613 in Zittau; † 28. Oktober 1632 ebd.)
    - Daniel (* 3. November 1610 in Zittau)
    - Rosina (* 1. April 1617 in Zittau; † 8. Februar 1706 ebd.) 6. oder 7. Juni 1633 ebd.: ⚭ Georg Reingast, u. a. Stadtrichter. Feierten die Goldene Hochzeit.

  - weitere Kinder des Brauhofsbesitzers Matthäus
  - Anna (*/† in Zittau) 13. Januar 1602 ebd.: ⚭ David Menzel
  - Maria (* in Zittau; † 4. September 1611 an der Pest) 11. Juli 1605 ebd.: ⚭ Jakob Hänsel, Kantor ebd.
  - Elisabeth (* in Zittau) 5. Mai 1613 ebd.: ⚭¹ Tobias Geißler, lutherischer Pfarrer ebd.; 31. Dezember 1617 ebd.: ⚭² Kaspar Hollstein, lutherischer Pfarrer in Hainewalde
  - Matthäus (* 21. Mai 1589 in Zittau)
  - Rudolf Schnitter (* 27. März 1591 in Zittau; † 20. März 1658 ebd.), Haus- und Bierhofsbesitzer in Zittau; 21. Mai 1617: ⚭¹ Anna Center (* 15. Januar 1599; † 3. März 1634); ⚭² 1635: Helena Heinrich (* 25. April 1601 in Zittau; † 3. Juli 1665)
    - Kinder aus erster Ehe:
    - Andreas von Schnitter (* 11. Februar 1618), Rudolfs Sohn aus erster Ehe, wurde königlich schwedischer Oberst zu Fuß und „ging nach Moskau“.
    - Elisabeth
    - Margarethe
    - Anna
    - Daniel (* 10. April 1624), Schuhmachermeister in Zittau. Seine drei Kinder starben „im zärtlichsten Alter“
    - Elisabeth
    - Rosina
    - Dorothea
    - Rudolf
    - Ursula
    - Kinder aus der zweiten Ehe Rudolfs mit Helena Heinrich:
    - Johannes
    - Helena
    - Albert

  - weitere Tochter aus erster Ehe des Brauhofsbesitzers Matthäus:
  - Rosina (* 28. Dezember 1595); 2. November 1615 in Zittau: ⚭ Balthasar Melbitz, Brauhofsbesitzer ebd.
  - Sohn aus zweiter Ehe:
  - Albert (* 12. Mai 1603), Ingenieur und Kriegsbaumeister in Kopenhagen
- weitere Kinder aus der zweiten Ehe des Bürgermeisters Onophrius:
- Georg Schnitter (* 1552 in Görlitz; † 7. November 1624 in Zittau), Stadtrichter und Bürgermeister von Zittau. 3. November 1587: ⚭² Barbara Andreas; ⚭³ Helene Elisabeth Gerlach.
  - Kinder aus vermutlich zweiter Ehe:
  - Johann
  - Daniel
  - Georg († in Zittau)
    - Johann Georg (begraben am 24. August 1695); Goldschmied, Ratsherr, im Jahr 1653 beteiligt an der Erneuerung der Kreuzkirche. ⚭¹ Anna Margarethe Geller; 27. Februar 1672: ⚭² Anna Rosina, geborene Buttig, verwitwete von Kohlo; ⚭³ Euphrosina Kühne; 9. November 1687: ⚭⁴ Anna Juliane Michel
      - Tochter aus Dritter Ehe (begraben im Jahr 1684)
      - Johann Christian (aus vierter Ehe; * 1. September 1688; begraben am 26. November 1741); Arzt. 3. Januar 1719: ⚭ Johanna Dorothea, geborene Fischer, verwitwete Crantz.
        - Johann Christian (begraben am 19. März 1726 nach 16 Lebenstagen)
        - Tochter (begraben am 15. August 1727 sechs Wochen nach ihrer Geburt)
        - Johanna Karoline; 22. Oktober 1742: ⚭ Christian Friedrich Anders, Ratsherr und Stadtrichter
- Benjamin Schnitter (* 1561 in Görlitz; † 22. September 1631 ebd.), von seinem Vater bewusst „mit Fug“ benannt nach dem biblischen Benjamin; Ratsherr. 12. Juni 1581: ⚭ Elisabeth Schmied, Tochter von Valentin Schmied, wahrscheinlich aus dem Hause Schmied von Schmiedebach.
  - Augustin (getauft am 28. Juni 1682 in Görlitz; † 23. Oktober 1617 in Görlitz oder in Mähren). 12. Oktober 1609 in Görlitz: ⚭ Helena Klette Crantz.
    - Augustin (getauft am 21. November 1610; † wahrscheinlich am 21. August 1639 in Görlitz)

  - Johann (wahrscheinlich am 21. Dezember 1613 begraben in Görlitz)
  - Benjamin (getauft am 12. Februar 1590 in Görlitz; † 28. Dezember 1641 in Zittau). 20. September 1621 in Görlitz: ⚭ Martha, verwitwete Sire.
  - Elisabeth (* 23. Oktober 1591 in Görlitz; † 23. August 1592 ebd.)
  - Elisabeth († 24. oder 27. September 1642 in Görlitz). 28. Januar 1613: ⚭ Christoph Staude
    - Martha; 4. Oktober 1638: ⚭ Karl Förster, Görlitzer Bürgermeister
    - Dorothea ⚭ Tobias Schnitter (Ehepaar schon erwähnt)

  - Dorothea (* 20. Januar oder November 1597 in Sohr-Neundorf; † 23. oder 25. April 1676); 11. Juli 1622: ⚭ Johann Nesen, Zittauer Bürgermeister.
    - Sophie; 1647: ⚭¹ Bartholomäus Gehler, Görlitzer Bürgermeister; 1672: ⚭² Elias Meirich

Katharina von Schnitter heiratete Mitte des 18. Jahrhunderts den russischen Major Bogislav von Konarski. Um 1753 wurde ihnen in Sirrey in Litauen ein Sohn geboren, der preußischer Bosniaken-Leutnant wurde und als solcher im Jahr 1794 nachgewiesen ist. Katharinas Stammlinie ließ sich aber nicht mehr nachvollziehen.

## Karl Konstantin von Schnitters gefälschtes Ahnenattest
Für Karl Konstantin von Schnitter gibt es ein gefälschtes Ahnenattest, wobei bürgerliche Vorfahren durch adlige ersetzt wurden. Es wurde am 23. Juni 1704 in Berlin ausgestellt – George Adalbert von Mülverstedt, dem es vor dem Jahr 1870 geschenkt worden war, war überzeugt, Aussteller sei das preußische Heroldsamt gewesen. Dem Attest zufolge war einer Karl Konstantins Vorfahren „Onuphrius von Schnitter, Kais. Oberst v. d. Infanterie, 1562 geadelt; ⚭ Anna von Griften [T. d. Kais. Obersten Christian v. G. u. d. Helene von Grabitsch]“. Dessen Vorfahre sei „Franz Schnitter auf Rozan bei Prag; ⚭ Henriette (?!) von Rabenau [T. d. Kais. Rittmeisters Franz v. R. u. d. Elisab. Schnitter]“ gewesen.
Nimmt man einen wahren Kern dieses Attests an, so ist nach Erich Wentschers Vermutung eine Herkunft Karl Konstantins vom 1562 im Adel bestätigen Bürgermeister Onophrius über den Zittauer Bürgermeister Georg als Karl Konstantins Urgroßvater wahrscheinlich. Eine weitere Möglichkeit ist, dass des Bürgermeisters Onophrius Urenkel Konstantin Schnitter ein Großvater Karl Konstantins war. Unabhängig davon sei in diesem Kontext Onophrius Enkelsohn Albert, Ingenieur und Kriegsbaumeister in Kopenhagen, bemerkenswert.
Außer Frage steht, dass die Kommentare in diesem Attest, nach denen der 1562 im Adel bestätigte Onophrius Schnitter ein kaiserlicher Infanterie-Oberst gewesen sei bzw. ein weiterer Onophrius Schnitter, königlich schwedischer Generaladjutant beim General Carl Gustav Graf von Wrangel und kur-brandenburgischer Artillerie-Oberhauptmann in Minden und ein kaiserlicher Oberstleutnant George von Schnitter als Vorfahren Karl Konstantins nicht existiert haben. Deren konstruierte Erwähnungen entstammten vielmehr dem Versuch, aus „eine[r] ganz einheitliche[n] trotz Adelung bürgerlich gebliebene[n] Großbürgerschicht, die man allenfalls als Patriziat bezeichnen könnte“ und eher aus Biereignern und Brauern bestand, in eine Ahnenreihe ‚kriegerischen Blutes‘ voller militärischer Dienstränge, umzuwandeln. Selbst George Adalbert von Mülverstedt glaubte dem Attest trotz seiner eindeutigen Zweifel letztlich. Otto Titan von Hefner erwähnte zusammen mit einer Variation des Schnitter’schen Wappens einen bürgerlichen Georg Wolf von Schnitter († 1648), Juwelier des Feldmarschalls Wrangel, der in Wentschers sorgfältiger Genealoge nicht vorkommt.
Alle Familienmitglieder der Schnitter in militärischen Diensten waren neben dem schon erwähnten Albert Schnitter, Andreas (* 1618) und Tobias Schnitter (* 1669).
Mülverstedt belegte aus weiteren Quellen beispielsweise einen Friedrich (preußischer Kavallerie-Offizier) und Alexander Karl („wohl“ Infanterie-Leutnant) als Söhne Karl Konstantins oder auch einen Michael Christoph (Leutnant) als seinen Bruder, wobei Mülverstedt die „Komik und Dreistheit“ dieser Nachrichten nach Erich Wentschers Formulierung aber nicht „durchschaut[e]“.

## Wappen

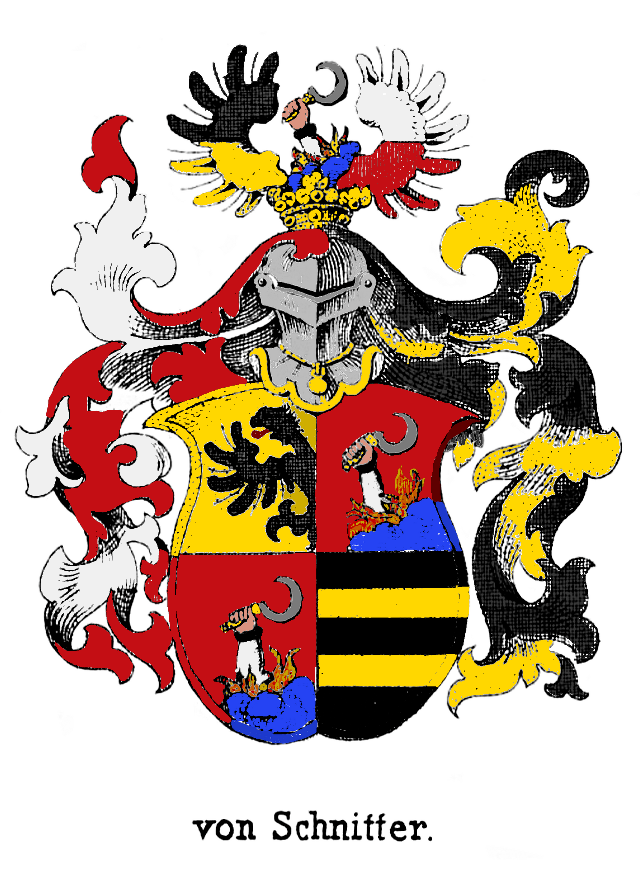
Wappen der Schnitter. Schwarz-weiß-Vorlage bei Leonhard Dorst (1846) eingefärbt nach der Beschreibung im gleichen Wappenbuch.

Das Wappen von 1562, das zur Adelsbestätigung den Söhnen und Brüdern des verstorbenen Franz Schneiders verliehen wurde, beschrieb Leonhard Dorst, aber, wie nach jener Beschreibung erklärt wird, nicht dem originalen Diplom von 1562 entsprechend: geviert, in 1 auf Gold ein ‚halber schwarzer Adler, an die Theilungslinie stossend‘ mit roter Zunge und als Gnadenzeichen ohne Fuß. In 2 und 3 auf rot ein ‚Arm mit schwarzem Umschlage, welcher aus blauem Gewölke und Feuerflammen‘ eine Sichel mit goldenem Griff hält. In 4 auf schwarz zwei goldene Querbalken. Über dem Wappen ein gekrönter Stechhelm, darüber ein offener Flug, dessen vorderer (linker) Flügel unten gold und oben schwarz, der hintere (rechte) Flügel unten rot und oben silbern. Zwischen den Flügeln der Arm mit der Sichel. Helmdecken rot-silbern und schwarz-golden.
v. Mülverstedt bemerkte (1890) zu dieser Darstellung bei Dorst, dass sich im originalen Diplom von 1562 erstens sich in Feld 4 der halbe Adler aus Feld 1 wiederhole, zweitens Balken fehlten, drittens zeige es keinen Stech- sondern einen Turnierhelm. Auf Epitaphien und Grabsteinen sei aber die Wappenform mit den zwei Balken im vierten Feld durchaus zu finden. Die Namensform lautete außerdem Schniter, mit „von“ schrieben sie sich die damals geadelten Görlitzer Bürgerfamilien gewöhnlich ohnehin nicht, auch nicht die Schnitter.
Das ursprüngliche, dem Franz Schneider 1536 verliehene Wappen, glich nach Leonhard Dorsts Schlussfolgerung den Feldern 2 und 3 im gevierten Wappen, bildete also wahrscheinlich einen Arm mit einer Sichel ab. Erich Wentscher beschrieb es so, als seien die Sicheln des Schnitters im gevierten Wappen mit dem neuen Namen entstanden, wonach das Wappen von 1536 nicht eine Sichel abbildete. Das Diplom von 1536 ist nur noch abschriftlich und ohne Kopie des Wappens vorhanden.
Galerie alter Darstellungen

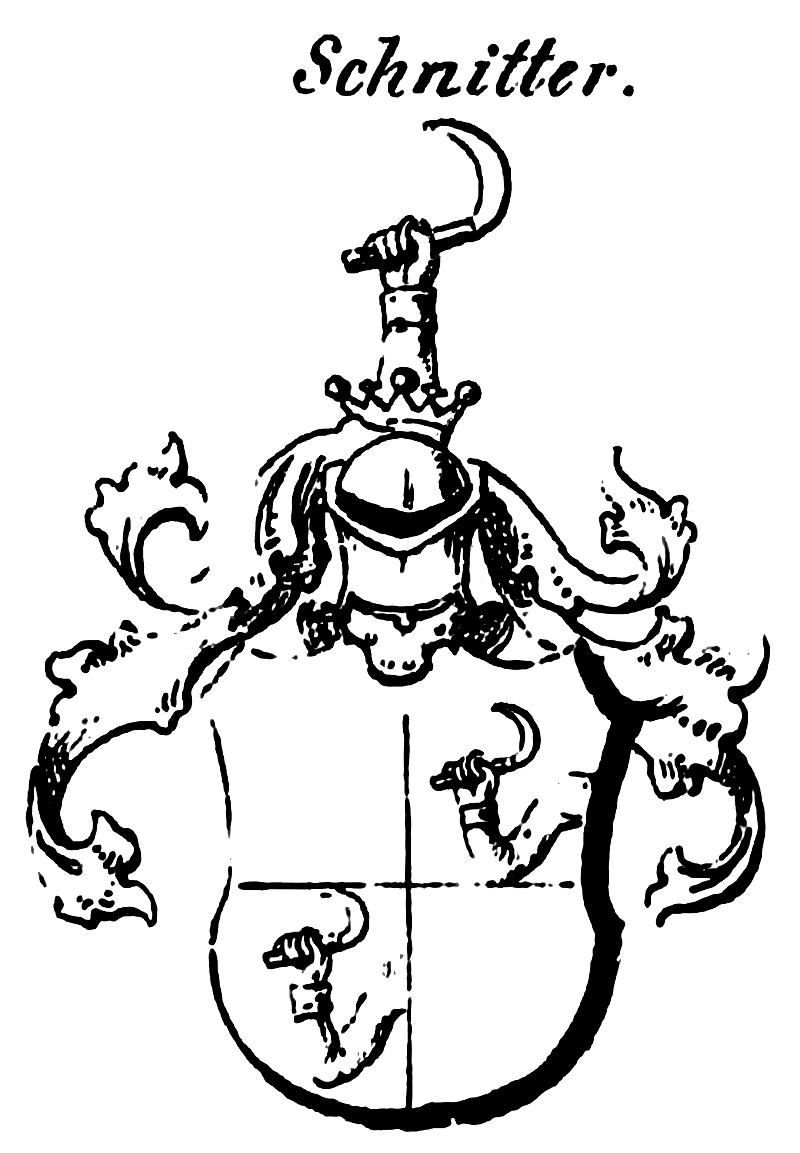
Angebliches bürgerliches Wappen, laut Beschreibung mit 2 Balken in 1 und 4
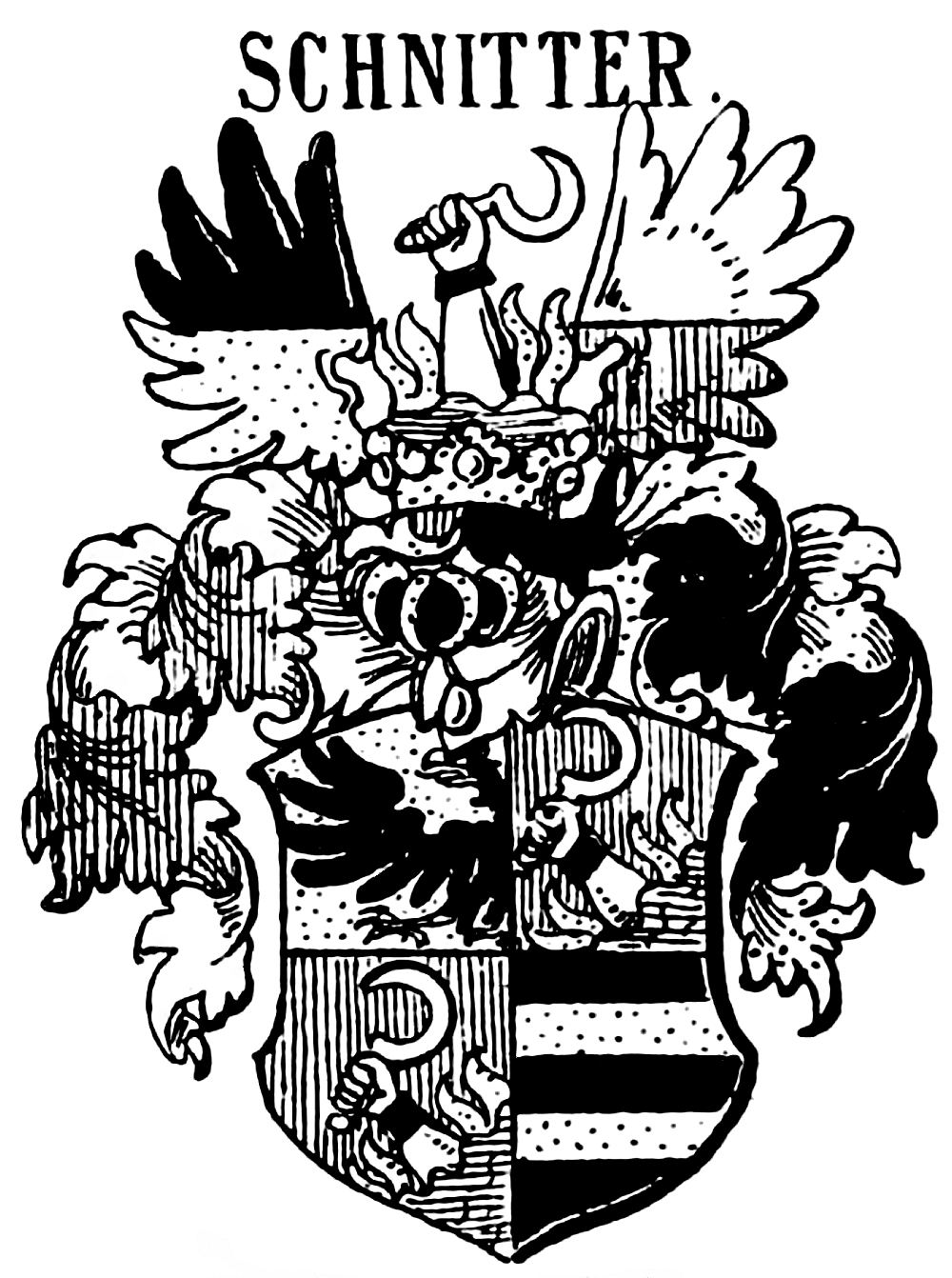
Wappen derer von Schnitter 1
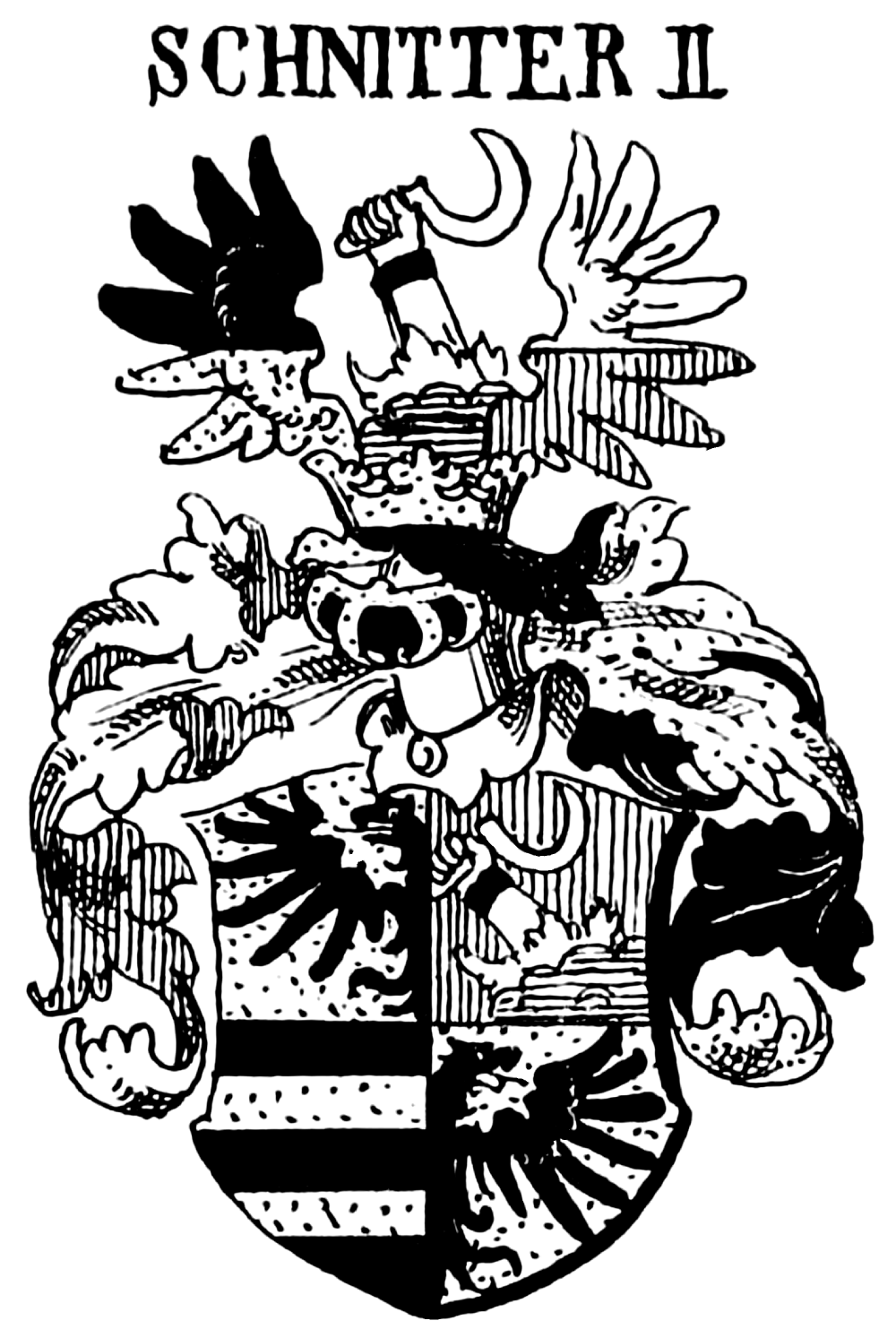
Wappen derer von Schnitter 2

## Persönlichkeiten
- Franz Schneider (um 1488–1560), Bürgermeister in Görlitz
- Onophrius Schneider (1497–1572), Bürgermeister in Görlitz
- Alexander Schnitter (1544–1602), Bürgermeister in Görlitz
- Tobias Schnitter (1545–1607), Bürgermeister in Görlitz
- Georg Schnitter (1552–1624), Bürgermeister in Zittau
- Karl Konstantin von Schnitter (1657–1721), militärischer Funktionär in Preußen